# Mamoiada
Mamoiada (topónimo sardo) es una localidad italiana de la provincia de Núoro, región de Cerdeña, con 2.582 habitantes.

## Evolución demográfica
| Gráfica de evolución demográfica de Mamoiada entre 1861 y 2001 |
|                                                                |
| Fuente ISTAT - elaboración gráfica de Wikipedia                |

## Territorio
Mamoiada se encuentra en la zona de Cerdeña llamada Barbagia de Ollolai, entre los 390 m y los 1.048 m sobre el nivel del mar.
En este territorio hay muchas fuentes de agua, cultivos y pastos. Gracias a estas características este territorio ha sido poblado desde el pre-neolítico. Testimonio de este hecho es Sa Perda Pintà, una estela de piedra de 270 cm de altura.

## Historia
La posición estratégica de Mamoiada gustó mucho a los Romanos que la ocuparon.
El barrio “Su ‘astru” en efecto es muy parecido al nombre que los Romanos daban a sus propiedades (Castrum) y también la fuente, situada en el centro de este barrio es de origen romana (Su ‘antaru vetzu = la vieja fuente).
La arquitectura de Mamoiada, sobre todo por lo que se refiere a las iglesias, es muy antigua. La Iglesia de Loreto, con su cúpula rica de frescos, fue construida probablemente alrededor de 1600. Mucho más antiguo es el santuario de los SS. Cosma y Damiano, a 5 km de Mamoiada. El santuario está rodeado por una serie de alojamientos para los fieles (‘umbissias).

## Lenguaje
El dialecto sardo de Mamoiada pertenece a la rama nuoresa del sardo logudorés. Hay distintos sonidos característicos que han sido estudiados incluso por Max Leopold Wagner.

## Fiestas y tradiciones populares
- S'Antoni de su o'u, in jannarju (en enero)
- Arrase'are Mamujadinu, in vrearju (en febrero)
- Santu Bustianu, in lampadas (en junio)
- Su Carmu, in trivulas (en julio)
- Loret'Attesu, in trivulas (en julio)
- Santu Cosomo e Damianu, in agustu o 'Appidanni (en agosto y septiembre)
- Sas Tappas in Mamujada, in sant'Andria (en noviembre)

### Mamuthones e Issohadores, protagonistas del Carnaval
El Carnaval mamoiadino es una de las tradiciones más antiguas de Cerdeña.
Los protagonistas absolutos de esta fiesta son los Mamuthones e Issohadores que son exclusivamente de sexo masculino.
Los Mamuthones llevan un traje de terciopelo y una casaca de piel ovina oscura y zapatos negros. Sus objetos más característicos son, por cierto, la máscara negra y las campanillas en la espalda.
El grupo de los Mamuthones está acompañado por los Issohadores, que se les reconoce por llevar : blusa roja,  camisa blanca, pantalones de tela blanca y un pañuelo de color a la cintura. Su objeto característico es la cuerda con la cual atrapan a las personas para darles suerte.
Los Mamuthones desfilan en 2 filas paralelas y los Issohadores están delante, detrás y a los lados externos de las filas.
Los movimientos de los Mamuthones no son casuales, tienen un ritmo muy particular.
El desfile es el momento principal del Carnaval pero podemos considerar muy característico también la gente que se reúne en la plaza principal para bailar juntos el típico baile de Cerdeña.

### Su Passu Torrau, el baile mamoiadino
Es uno de los bailes típicos de Cerdeña. Su Passu Torrau es originario de Mamoiada y con el tiempo se difundió en los otros pueblos de Cerdeña, de ahí que se llame también por los músicos sardos “Sa Mamoiadina”.

## Economía
La economía se caracteriza por el pastoreo y la viticultura. Ahora el turismo es fundamental para Mamoiada y está conectado a su patrimonio histórico-cultural.

## El caso Juan Perón
Una leyenda cuenta que el presidente argentino Juan Domingo Perón es mamoiadino, Giovanni Piras.
Giovanni Piras fue un agricultor que en 1909 emigró a Argentina y se alistó en el ejército argentino con un nombre falso con la ayuda de su suegro. 
Al caso de Juan Perón están trabajando tres estudiosos sardos, que han escrito también libros sobre este misterio: Peppino Canneddu (con su libro:Giovanni Piras-Juan Perón due nomi una persona) y Raffaele Ballore (con su libro:El Presidente), de Mamoiada; y Gabriele Casula (con su libro:¿Donde nació Perón?), de Tonara. 
Hay quien piensa que en realidad Giovanni Piras y Juan Perón son la misma persona pero estudios como el de Raffaele Ballore niegan este hecho.